# Puntero de presentación

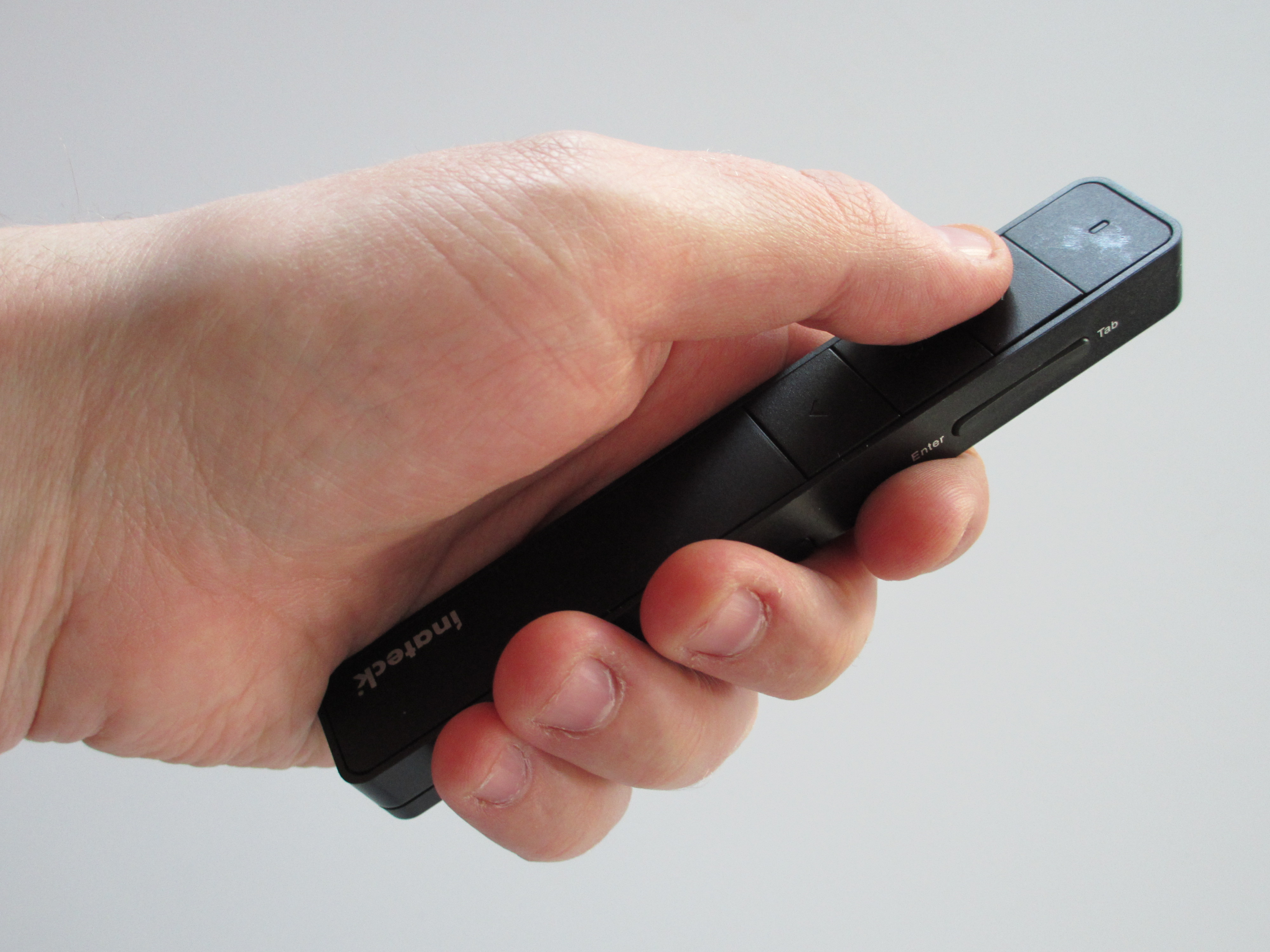
Puntero-ratón RF Inateck WP1002

Un puntero de presentación o presentador RF (en inglés: wireles presenter)  es un mando a distancia empleado para controlar un ordenador durante una presentación, emulando "el click" de un ratón y que generalmente incorpora un puntero láser. Se utiliza principalmente para mostrar una presentación con un Proyector de video (por ejemplo, una presentación por ordenador creada con PowerPoint, Impress o VCN ExecuVision) y permite al presentador moverse libremente dentro de su alcance.

## Interfaz con el PC

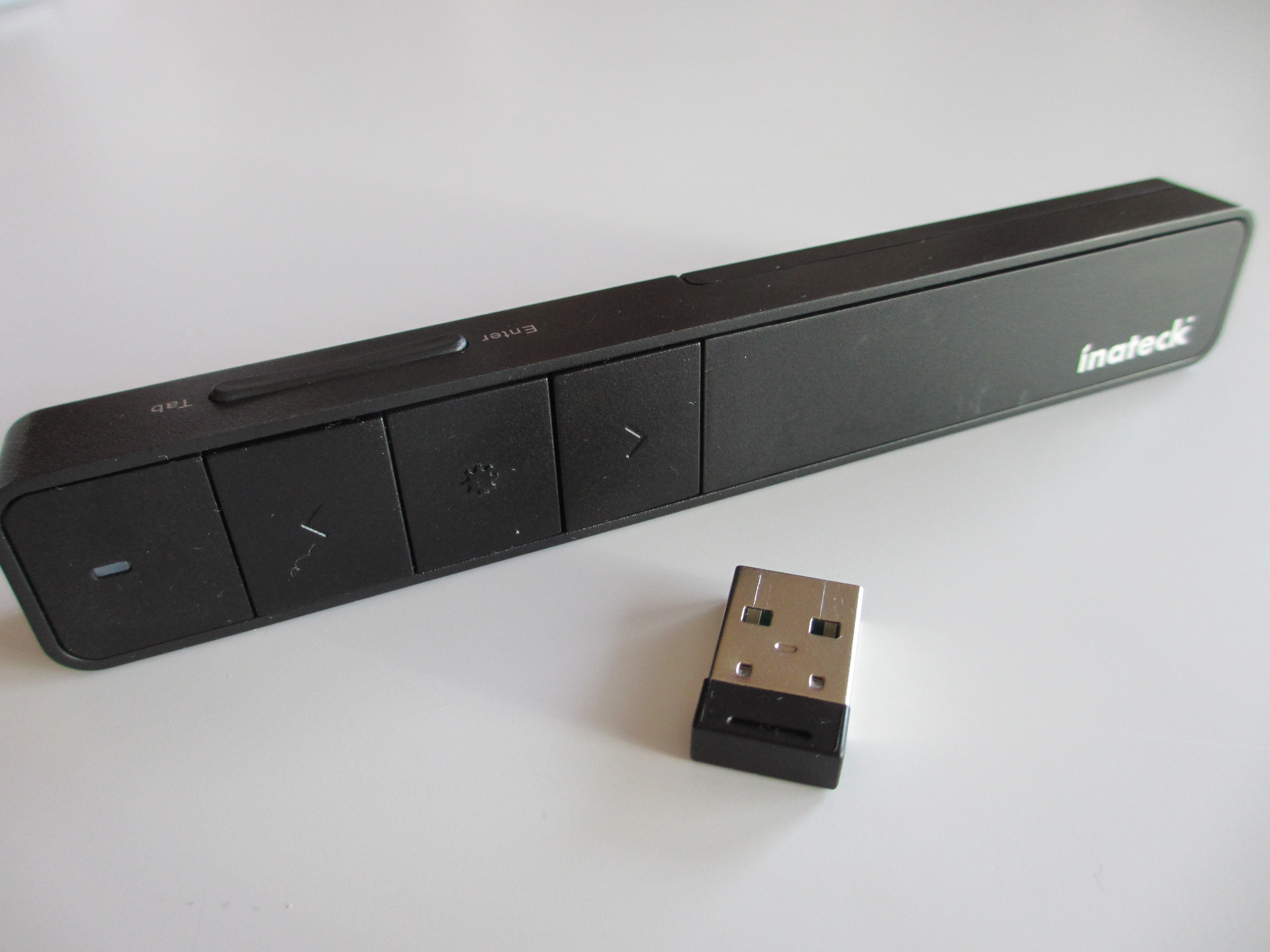
Puntero RF (mando a distancia e interfaz USB)

Un puntero RF consiste en un transmisor similar a un mando a distancia  y un pequeño receptor, conectado normalmente a un puerto USB del ordenador, que lo detecta como si fuera un ratón. Las señales de control se transmiten por radio (por ejemplo 2,4GHz, Bluetooth ) o en algunos modelos por infrarrojos . Normalmente no son necesarios programas adicionales en el ordenador. Un puntero RF normalmente no utiliza ningún protocolo de comunicación especial en el programa de presentación, sino que emula las entradas sencillas del teclado ( teclas de dirección, tecla de función F5, etc..) y la interfaz del ratón (botones, rueda de desplazamiento).
El rango de los dispositivos conectados por radio suele estar especificado entre 10 y 15 metros, una conexión de infrarrojos sólo puede utilizarse con una línea de visión clara en el PC. El elemento conectado al PC se alimenta del puerto USB, el mando remoto suele alimentarse con pilas pequeñas tales como: pilas botón, pilas AA o pilas AAA, aunque los hay recargables.

## Elementos adicionales

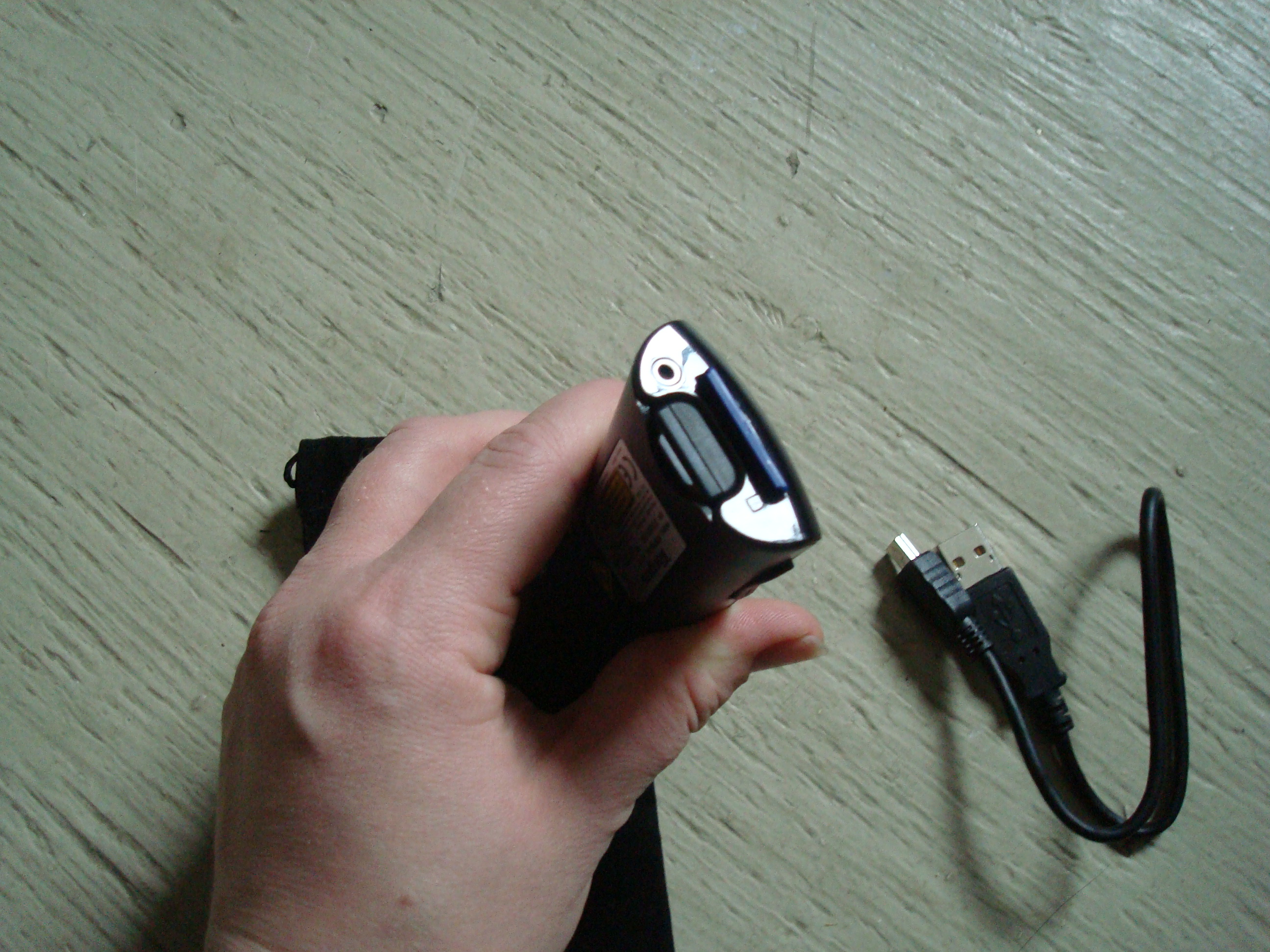
Targus presenter + SD card

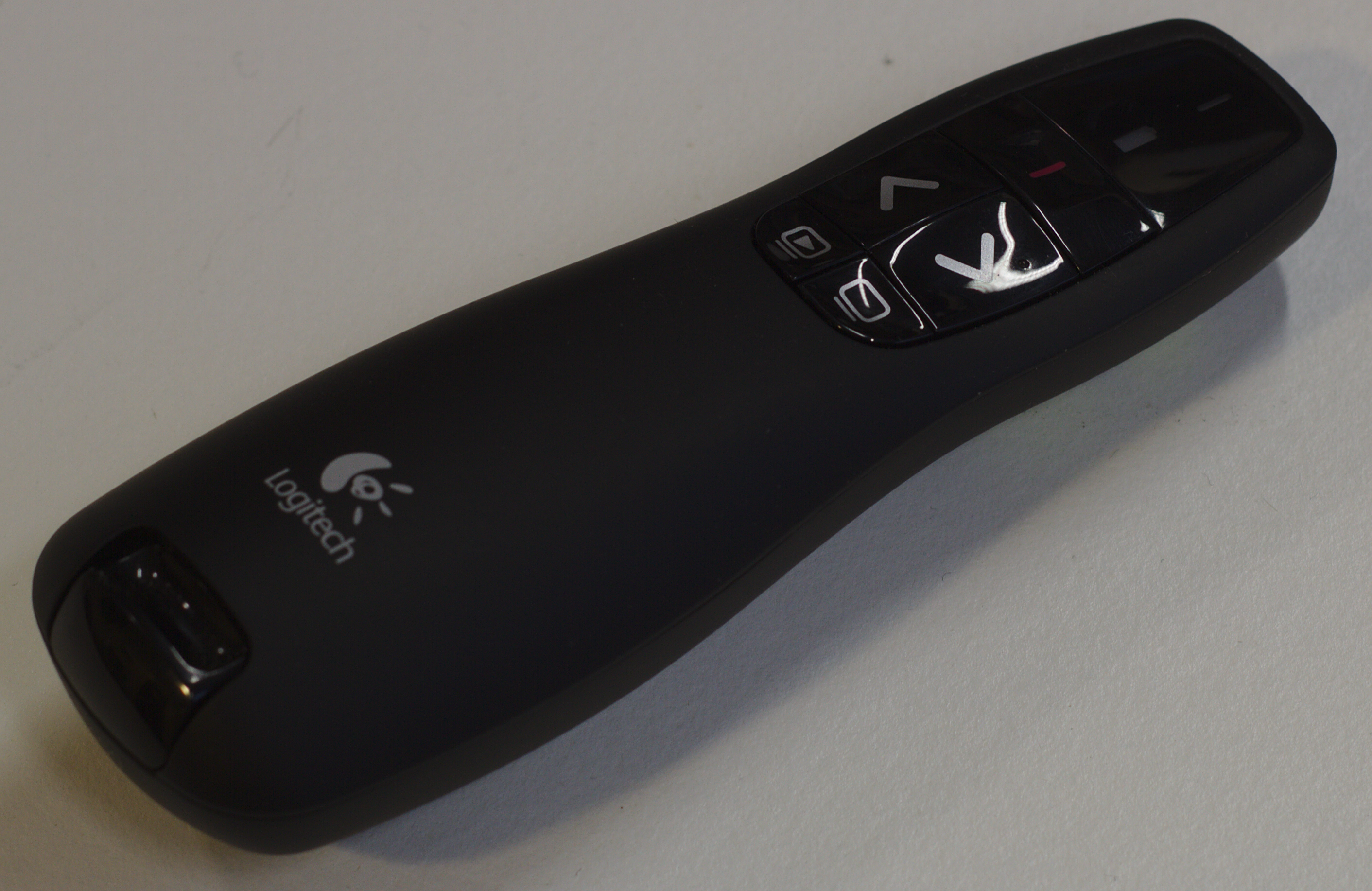
Logitech_presenter

### Memoria USB y ratón
Entre otros elementos adicionales puede haber una memoria flash incorporada en la parte del receptor, por lo que para llevar la presentación no es necesario enchufar ningún pendrive adicional, o incluso algunos incorporan un temporizador con alarma de vibración, para avisar al conferenciante cuando se le termina el tiempo.
También hay punteros de Powerpoint que emulan un ratón, con lo que se puede mover el  cursor del ratón por la pantalla y así se pueden controlar los programas (pe Logitech). Hay que añadir que algunos ratones inalámbrico también están equipados con funciones de puntero RF.

### Puntero láser
Aparte de los elementos para controlar la presentación, el puntero RF a menudo contiene un puntero láser. Una característica distintiva entre los modelos ofrecidos es el color del láser. Para las presentaciones, el verde es más visible que el rojo.

## Beneficios

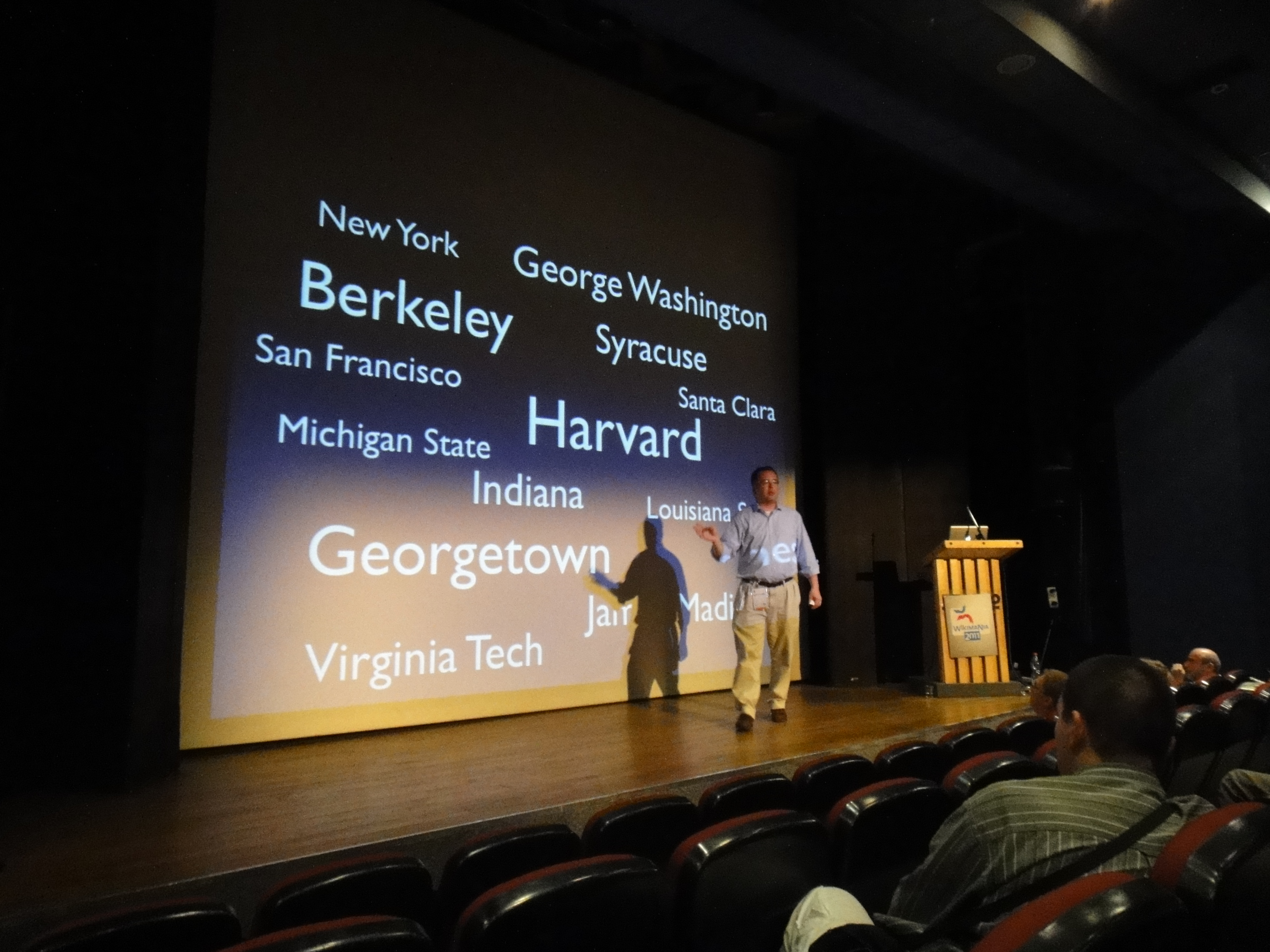
Ponente en una presentación con un puntero RF en la mano izquierda

El uso del puntero RF ayuda al presentador a moverse libremente (en vez de estar siempre de pie o sentado al lado del ordenador), puede acercarse y mantenerse en contacto con el público, mirando la presentación junto con ellos, pudiendo utilizar el puntero láser incorporado, para enfatizar puntos concretos en el diálogo con los participantes. Esto hace posible el aprendizaje interactivo y minoriza las características negativas de la enseñanza frontal. De hecho, funciona especialmente bien cuando las diapositivas de presentación sólo constan de imágenes y sólo se utilizan para proporcionar un fondo emocional o ilustrar la presentación real.
Otro efecto beneficioso el puntero RF es que "se puede apretar con la mano" como un objeto antiestrés. La posibilidad de poder utilizar las manos de este modo, en una situación estresante, puede calmar a algunas personas que, de otra forma, podrían sentirse nerviosas o estresadas durante las presentaciones, hablando ante un público numeroso, actuando como una bola antiestrés . Se puede recordar muy bien el caso del Motín del Caine que cuando el Capitán Queeg es interrogado, se calma moviendo unas bolas chinas de acero con la mano.